# Harris-Todaro-model
Het Harris-Todaro-model, genoemd naar John R. Harris en Michael Todaro, is een economisch model dat in 1970 is ontwikkeld. Het wordt gebruikt in ontwikkelingseconomie en welvaartseconomie om problemen rond de migratie van platteland naar steden bloot te leggen. De hoofdveronderstelling is dat de migratiebeslissing gebaseerd is op de verwachte inkomensverschillen tussen platteland en stedelijke omgevingen. Dit impliceert dat migratie in een context van hoge stedelijke werkloosheid economisch rationeel kan zijn als het verwachte stedelijke inkomen het verwachte plattelandsinkomen overschrijdt.

## Overzicht
In het model wordt een evenwicht bereikt wanneer het verwachte loon in stedelijke omgevingen (actuele loon gecorrigeerd met werkloosheidsfactor), gelijk is aan het marginale product van een landbouwer. Het model veronderstelt dat werkloosheid niet bestaat op het platteland. Er wordt ook verondersteld dat landbouwproductie en de navolgende arbeidsmarkt perfect competitief zijn. Met als gevolg, het plattelandsloon is gelijk aan de marginale productiviteit van de landbouwer. In het evenwicht zal de plattelands en stedelijke migratie ratio gelijk zijn aan nul, aangezien het verwachte plattelandsinkomen gelijk is aan het verwachte stedelijke inkomen. Hoe dan ook, in dit evenwicht zal er werkloosheid zijn in de stedelijke omgeving. Het model legt onder andere de interne migratie van China uit, als de regionale loonkloof een aangetoonde primaire drijfveer is voor migratie van het platteland naar stedelijke omgevingen, terwijl stedelijke werkloosheid de grootste zorg is van de bestuursleden in vele steden.

## Formule
De formule rond het evenwicht van Harris-Todaro ziet er als volgt uit:
- wr is de loonratio (marginale productiviteit arbeider) in de plattelands landbouwsector;
- le is het totaal aantal jobs beschikbaar in de stedelijke omgeving, wat gelijk zou moeten zijn aan het aantal tewerkgestelde mensen;
- lus is het totaal aantal werkzoekenden, tewerkgesteld en werkloos, in de stedelijke omgeving;
- wu is de loonratio in de stedelijke omgeving, dat door de regering met een minimum loon kan worden beperkt;

Plattelands- naar stedelijke migratie zal plaatsnemen als:
{\displaystyle wr<(le/lus)*wu}
Omgekeerd, stedelijke naar plattelands migratie zal plaatsnemen als:
{\displaystyle wr>(le/lus)*wu}
In evenwicht:
{\displaystyle wr=(le/lus)*wu}

## Conclusies
Zoals hierboven gezien kan worden, zal migratie van het platteland naar stedelijke gebieden toenemen als:
Stedelijke lonen stijgen in de stedelijke sector, wat het verwachte stedelijke inkomen verhoogt.
Landbouw productie daalt, daalt de marginale productiviteit en de lonen in de landbouwsector, wat zorgt voor een daling in het verwachte plattelandsinkomen.
Migratie van het platteland naar de stad veroorzaakt overbevolking en werkloosheid in steden als er meer migratie is dan jobcreaties, hierdoor eindigen veel van deze migranten bij jobs die niets voor hen zijn.